# Burkhard Gröning
Burkhard Gröning ist ein ehemaliger deutscher Handballspieler.

## Werdegang
Er spielte von 1966 bis 1977 für den TuS Dortmund-Wellinghofen 1905 in der Handball-Bundesliga. Mit der Mannschaft wurde Gröning 1971 deutscher Vizemeister im Feldhandball. Er verpasste das Endspiel, das vor 22 000 Zuschauern im Dortmunder Stadion Rote Erde stattfand und das Dortmund-Wellinghofen gegen GW Dankersen verlor, aufgrund eines Handbruchs, den er sich vor dem Halbfinal-Rückspiel zugezogen hatte. 1974 stand er mit Dortmund-Wellinghofen im Endspiel um die deutsche Meisterschaft im Hallenhandball, welches gegen den VfL Gummersbach 14:19 verloren wurde. Gröning kam in diesem Spiel auf vier Tore. Insgesamt erzielte er in 145 Bundesliga-Spielen für Dortmund-Wellinghofen 472 Treffer (jeweils in der Halle) und stellte mit beiden Werten Vereinsbestmarken auf. Er spielte später für den TuS Hiltrup in der Oberliga.
Bei der Weltmeisterschaft 1974 in der Deutschen Demokratischen Republik gehörte er zum Aufgebot der bundesdeutschen Nationalmannschaft, mit der er das Turnier auf dem neunten Platz abschloss.